# Psammofit

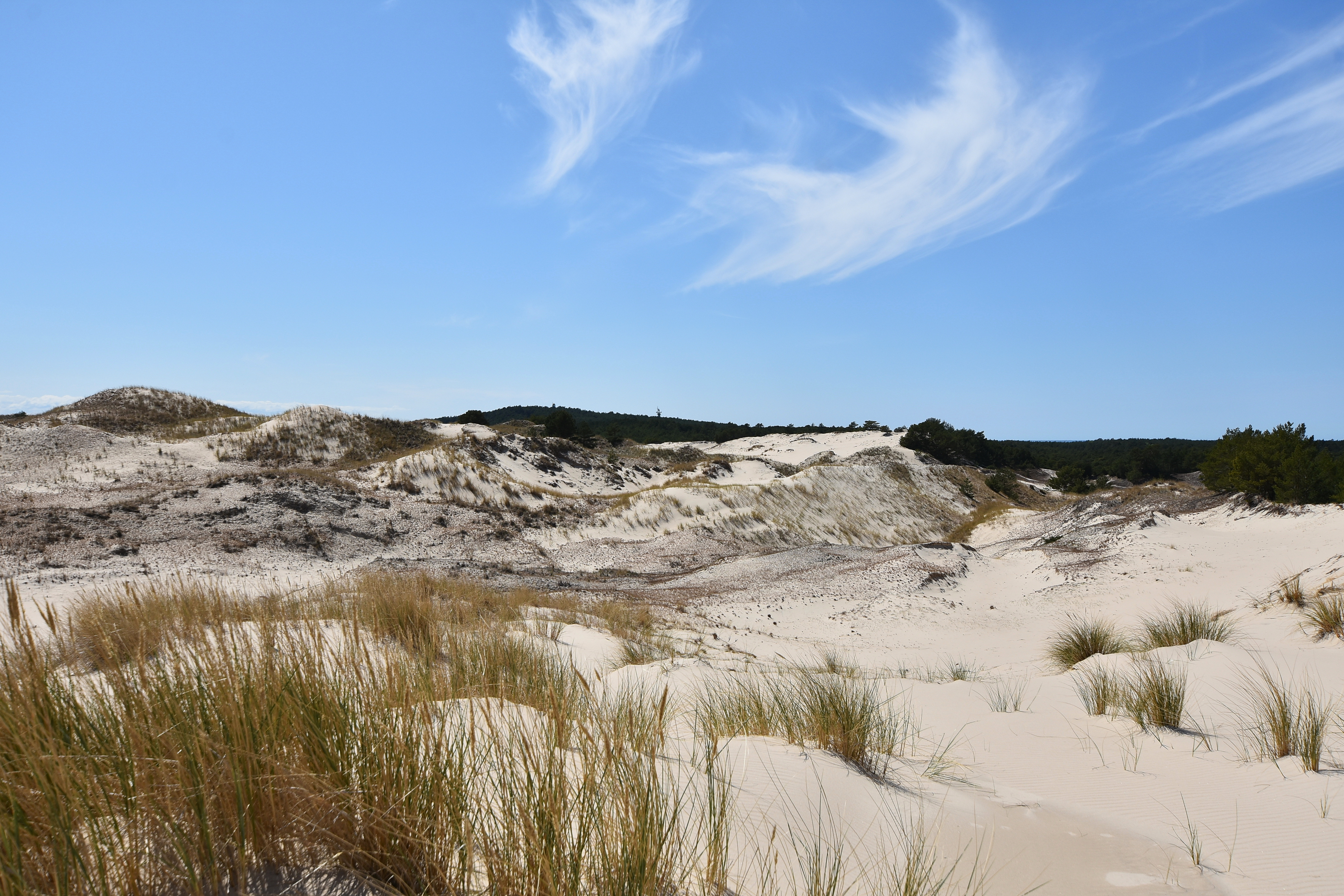
Wydma nad Bałtykiem porośnięta psammofitami (gł. piaskownicą zwyczajną)

Psammofit, roślina psammofilna (gr. ψάμμος, psámmos – piasek; φυτόν phutón – roślina) – roślina występująca na podłożu piaszczystym, zwłaszcza na piaskach ruchomych, takich jakie kształtują wydmy.
Cechą charakterystyczną siedlisk piaszczystych jest ich tworzenie przez luźne, nie związane wzajemnie ziarna piasku, łatwo poruszane w efekcie przez wiatr. Na plażach dodatkowym czynnikiem ekologicznym jest zasolenie. Rozwój psammofitów powoduje przemiany siedlisk piaszczystych związane ze stabilizującym piaski działaniem pokrywy roślinnej, prowadząc m.in. do powstania próchnicy.
Do najważniejszych cech adaptacyjnych do siedlisk piaszczystych zalicza się zdolność do:
- tworzenia i zmiany kierunku wzrostu pędów odnawiających;
- zmiany zagłębienia w podłożu;
- zmiany sposobu odnawiania się roślin;
- tworzenia odrostów korzeniowych.

Wśród psammofitów występuje duże zróżnicowanie ekologiczne, związane m.in. z różnicami we wrażliwości na wpływ zawiewania i odwiewania piasku – są gatunki odporne na jeden z tych procesów i wrażliwe na drugi, odporne na oba lub nie tolerujące żadnego. W efekcie inne psammofity występują na piaskach bardzo dynamicznych, tworzących plażę i wydmę białą, a inne na ustabilizowanych już wydmach szarych.